# Дієтологія
Дієтоло́гія — наука про фізіологічні та біохімічні основи харчування здорової людини та при різноманітних захворюваннях.
Включає розділи: раціональне харчування, превентивне та дієтичне харчування, нутриціологія (вивчає вплив харчових речовин на фізіологічні та біохімічні процеси в організмі). На межі фармакології та дієтології розвивається фармакодієтологія.

## Класифікація ВООЗ
Згідно визначення ВООЗ, дієтологи контролюють приготування і подачу їжі, розробляють модифіковані дієти, беруть участь в дослідженнях і навчають окремих людей і групи правильному харчуванню. Цілі дієтологів — забезпечити лікувальне харчування, а також отримати, безпечно приготувати, подати і порадити смачну, привабливу і поживну їжу для пацієнтів, груп і співтовариств. Модифікація дієти для вирішення медичних проблем, пов'язаних з дієтичним споживанням, є важливою частиною дієтології. Професійні дієтологи можуть також надавати спеціалізовані послуги для хворих на такі хвороби як діабет, ожиріння, онкологія, остеопороз, педіатрія тощо.
У різних країнах і умовах роботи використовуються різні професійні терміни, наприклад: дієтолог,  клінічний дієтолог, громадський дієтолог, дієтолог в сфері громадського харчування, зареєстрований дієтолог, дієтолог громадської охорони здоров'я, терапевт-дієтолог або дієтолог-дослідник.